# Polyscias tripinnata
Polyscias tripinnata är en araliaväxtart som beskrevs av Hermann August Theodor Harms. Polyscias tripinnata ingår i släktet Polyscias och familjen araliaväxter. Inga underarter finns listade.